# Lucien Goethals
Lucien Goethals (Gent, 26 juni 1931 - aldaar, 12 december 2006) was een Belgisch componist.
Samen met Karel Goeyvaerts en Louis De Meester was hij een van de pioniers van de elektronische muziek in België. Hij speelde een belangrijke rol in de aansluiting van het Belgische muziekleven bij de West-Europese avant-garde.

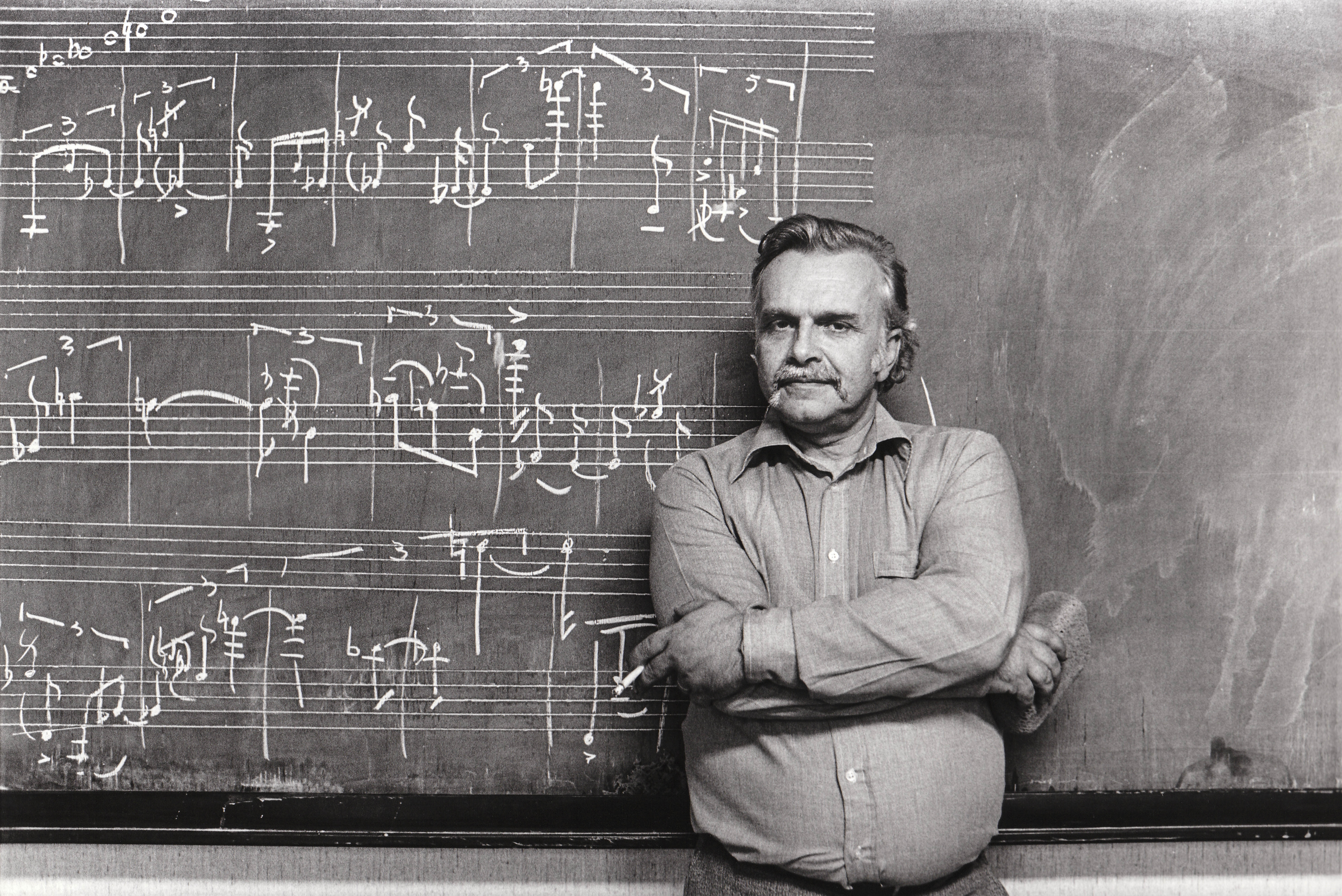
Lucien Goethals begin jaren 1980

## Biografie

### Argentinië
Lucien Goethals werd geboren te Gent op 26 juni 1931. In 1934 emigreerde de familie Goethals om economische redenen naar Buenos Aires, Argentinië. Het Spaans werd de taal waarin hij dacht en werkte. Daarvan getuigen de vele Spaanse werktitels en in het Spaans opgestelde schetsen, alsook de uitgesproken voorliefde voor de Spaanse literatuur. Op negenjarige leeftijd kreeg Goethals zijn eerste muziekonderricht (piano, notenleer en theorie). Dankzij de brede culturele interesses in zijn omgeving, kwam hij al op vroege leeftijd in contact met een brede waaier aan muzikale stijlen, zowel door het bijwonen van concerten als door het beluisteren van radio-uitzendingen.
In 1946 reisde Goethals terug naar Europa. Hij keerde nooit terug naar Argentinië.

### Opleiding
Lucien Goethals studeerde aan het conservatorium van Gent van 1946 tot 1956. In die periode behaalde hij eerste prijzen orgel, muziekgeschiedenis, contrapunt en fuga. In 1957 werd hem de Emile Mathieu-prijs toegekend (een driejaarlijkse prijs, toegekend aan een veelbelovend componist).
De eerste jaren in België waren niet de makkelijkste voor de jonge Goethals. Dat hij zich maar moeizaam kon uitdrukken in het Nederlands, maakte het moeilijk om zich goed te integreren in zijn nieuwe omgeving. Bovendien raakte hij teleurgesteld in de conservatoriumopleiding omdat hij hier geen antwoorden vond op de muzikale vragen die hem als beginnend componist bezighielden.
Later schreef hij hierover het volgende: 
Ik moest zeer vlug constateren dat muzikaal België op compositorisch gebied lichtjes ingedommeld was en dat de meeste bloemen die in dat muzikaal landschap schenen te groeien, bij nader toezicht toch maar onhandige plastic bloemen bleken te zijn. De grond leek mij niet zeer vruchtbaar.
Na enkele jaren ging hij dan ook zelf actiever op zoek naar de muzikale vernieuwingen van die tijd, onder meer via de radio en het Brusselse concertleven. Zo kwam hij onder meer in contact met het werk van Louis De Meester en Norbert Rosseau.
Na het voltooien van zijn conservatoriumstudies, huwde hij op 12 juli 1958 met Maria De Wandelaer. Datzelfde jaar ging hij compositie en orkestratie studeren bij Norbert Rosseau. In 1959 componeerde hij Música Dodecafónica voor piano, wat een definitieve stap naar de dodecafonie als componeermethode betekende.  De daaropvolgende jaren zou hij zich steeds meer internationaal beginnen oriënteren. In 1960 werd het Concerto voor orgel en strijkorkest bekroond door de Provincie Oost-Vlaanderen. Op uitnodiging van Ton de Leeuw volgde hij in 1961 in Bilthoven de Zomercursus Hedendaagse Muziek ingericht door Stichting Gaudeamus. Hij maakte er kennis met Gottfried Michael Koenig, die de cursus leidde en elektronische en seriële muziek doceerde, en met de jonge Nederlandse componist Louis Andriessen. Met Koenig en Louis De Meester verdiepte hij zich later verder in de studie van de elektronische muziek en de nieuwste muzikale technieken. In 1961 introduceerde hij in het tweede van de Twee Kristallen voor piano de aleatorische mobiliteit in de Vlaamse muziek.

### Het IPEM
De oprichting van het Instituut voor Psychoakoestiek en Elektronische Muziek (IPEM) in 1961 betekende een kantelpunt in de prille carrière van Lucien Goethals. Dit instituut werd opgericht door de Belgische Radio- en Televisieomroep(BRT) en de Rijksuniversiteit Gent en had een dubbele opdracht. Enerzijds moest het IPEM dienstdoen als een productiestudio voor functionele muziek voor radio en televisie. Daarnaast had het een experimentele opdracht in de ontwikkeling van geluidstechnologie en elektronische muziek. Lucien Goethals werd als producer gedetacheerd door de BRT en zou het IPEM mee uitbouwen aan de zijde van Louis De Meester, die er de eerste artistiek directeur werd.
In enkele jaren tijd wist het IPEM een internationale reputatie uit te bouwen en talloze componisten uit binnen- en buitenland kwamen er kennismaken met de nieuwste technologie op het vlak van muziekproductie. Na enkele voorzichtige experimenten op het einde van de jaren 1950, kon Goethals zich nu sterk toeleggen op het gebruik van elektronische middelen in zijn composities, hetzij als zelfstandig medium, hetzij in combinatie met klassieke instrumenten. Een van de meest opmerkelijke composities uit die periode is ongetwijfeld Contrapuntos (1966) voor 12-kanaals tape. Het was oorspronkelijk de bedoeling dat dit werk zou weerklinken in de vorm van een installatie, waarbij de bewegingen van het publiek geregistreerd worden door sensoren en zo bepalen wanneer welke sporen van de tape afgespeeld worden. Bij gebrek aan geschikte technologie werd het werk destijds nooit op die manier uitgevoerd; Goethals maakte wel een ‘vaste’ versie, waarin hij zelf de mix van de 12 sporen vastlegde.
Het IPEM vormde een erg goede uitvalsbasis voor samenwerkingen met andere musici, componisten, kunstenaars en wetenschappers. In die omgeving werd, mede onder impuls van Goethals, de groep SPECTRA opgericht, die zich in de periode 1963-67 toelegde op de uitvoering, documentatie en verspreiding van nieuwe muziek. 
Uit 1970 stammen ook de contacten met de basklarinettist Harry Sparnaay, voor wie Goethals later vele werken zou schrijven. Op een scenario van Herman Sabbe en in samenwerking met Karel Goeyvaerts, werkte Goethals in 1971 aan “Hé!...” waarbij instrumenten, magnetofoons, dia-projectie en mimespel werden geïntegreerd.
In 1973 werd Lucien Goethals als docent Muziekanalyse aangesteld aan het Koninklijk Conservatorium van Gent, een functie die hij tot 1990 zou vervullen. De inrichting van deze cursus en de aanstelling van Goethals kaderden in de stapsgewijze verbreding van het curriculum in de nasleep van de studentenprotesten in 1968-69. Onder meer via deze cursus vonden heel wat studenten ook de weg naar het IPEM. Onder andere Filip Rathé, Frank Nuyts en Petra Vermote studeerden op een gegeven moment bij Lucien Goethals.
Lucien Goethals schreef in deze periode ook heel wat functionele muziek. Zo ging hij tussen 1968 en 1978 vier samenwerkingen aan met de cineast Raoul Servais en realiseerde hij muziek bij vier van diens films: Sirene (1968), To Speak or not to Speak (1970), Pegasus (1971) en Harpya (1978).
Vanaf de tweede helft van de jaren 1970 componeerde Lucien Goethals steeds meer in opdracht van buitenlandse organisaties en musici. Uit die periode dateren De Tuin der Lusten (1977) en het Concerto voor basklarinet, contrabasklarinet en orkest (1983) in opdracht van Harry Sparnaay, Música con cantus firmus triste (1978) voor het Gaillard Ensemble uit Toronto, Pluriversum (1977) en Gmébophonies (1979) in opdracht van de Groupe de Musique Expérimentale de Bourges, en Rituel in opdracht van de ACIC uit Parijs.
Deze tendens zette zich in de jaren 1980 verder met een opdracht van de Franse staat (Paysages Electroacoustiques, 1980), het Nederlands Klarinetkwartet (Beweging, 1981) en het Duo Contemporain (Drie Inventies,1984). Naast verschillende binnenlandse opdrachten ontving Goethals in 1981 bovendien de Driejaarlijkse Cultuurprijs van de stad Gent. In 1985 werd hem door SABAM de Trofee Troubadour toegekend voor zijn gebruik van nieuwe expressiemiddelen in de muziek.
Lucien Goethals bleef verbonden aan het IPEM tot de omvorming ervan in 1987. De BRT trok zich op dat moment terug uit de samenwerking, waardoor de productiefunctie van het IPEM verdween. De Gentse Rijksuniversiteit vormde het IPEM om tot een onderzoeksinstelling. Website IPEM

### De periode 1987 tot 2006
Ook na de opheffing van het IPEM bleef Lucien Goethals als producer verbonden aan de BRT. Na een korte onderbreking begint hij vanaf 1989 terug intensiever te componeren en realiseert hij in de jaren 1990 enkele grotere werken zoals het Concierto de la Luz y las Tinieblas voor orgel en groot ensemble (1990), Cuatro Poemas de F. Garcia Lorca voor mezzosopraan en ensemble (1998) en Festina Lente voor sopraan, bariton en ensemble, op dertien gedichten van Gust Gils (2000).
Die grote productiviteit hing onder meer samen met een (hernieuwde) belangstelling voor zijn werk bij jonge musici, in het bijzonder het in 1993 opgerichte Spectra ensemble onder leiding van Filip Rathé. Spectra ensemble gaf onder meer de compositie-opdracht voor Cuatro Poemas de F. Garcia Lorca en verzorgde de creatie van Festina Lente.
In 1996 keerde Lucien Goethals na vijf jaar afwezigheid terug naar het festival in Bourges, waar hij zelf instond voor de diffusie van de muziek bij de verlate creatie van zijn werk Synthèse ’92 (1992). In 2000 werkte Goethals opnieuw samen met Raoul Servais voor de soundtrack bij diens film Attraksion.
Het American Biographical Institute riep Goethals in 1990 uit tot Man of the Year. Hij ontving in 1991 de Erepenning van SABAM en het International Biographical Center te Cambridge verleende hem The International Order of Merit. In 1999 ontving Lucien Goethals de ANV-Visser Neerlandiaprijs.
In 1996 werd de Stichting Lucien Goethals opgericht. Goethals was niet de stichter ervan, maar leende ze wel zijn naam. Tot 2008 zette de stichting zich actief in voor de verspreiding van de muziek van Goethals en generatiegenoten en de promotie van hedendaagse muziek in het algemeen. Dit onder meer via de organisatie van concerten.
Goethals’ laatste voltooide werk was Al Amin Dada voor sopraan en piano (één uitvoerder) (2006). Een opera op tekst van Miguel de Cervantes, een decennialang gekoesterd plan, werd lang voorbereid maar nooit voltooid. Met Cuadro Cervantino (2003) verscheen enkel een voorstudie van dit werk.
Lucien Goethals overleed op 12 december 2006 in Gent.

## Selectieve werkbespreking
De composities die Goethals in zijn studiejaren schreef, laten de invloed zien van de vigerende esthetiek aan het Gentse conservatorium. Ze worden dan ook grotendeels beheerst door een op neoclassicistische leest geschoeid eclecticisme. In de tweede helft van de jaren 1950 komt Goethals los van die stijl, onder meer onder impuls van Norbert Rosseau. Met Musica Dodecafonica voor piano (1957) schreef hij zijn eerste dodecafone werk, om niet veel later de stap te zetten naar de serialisering van de andere muzikale parameters en het gebruik van aleatorische mobiliteit; dat laatste meer bepaald in Twee Kristallen voor piano (1961). 
Goethals behoort hiermee tot de tweede generatie serialisten, die niet alleen de seriële principes van de jaren 1950 verder ontwikkelen, maar ze ook in grote mate flexibiliseren, waardoor ze ten dienste kunnen staan van een veel ruimer stilistisch spectrum. Zo werkt Goethals bv. ook met reeksen van 19 tonen (Contrapuntos, Vensters) en 24 tonen (Studie VI, Zeven Haikoes) en betrekt hij de seriële logica ook op complexe klankverschijnselen zoals elektronische spectra of instrumentale clusters. De strikte toepassing van het seriële procedé wordt verlaten ten voordele van een grotere compositorische vrijheid, met ruimte voor bv. ostinato’s, climaxwerking of een gericht ingrijpen op frasering en dynamiek.
Na zijn eerste elektronische composities (Studie I-III), die in grote mate beïnvloed zijn door de concrete muziek, hanteert Goethals voor zijn elektronische werken een serieel-statistische aanpak. Bijzonder significant in deze context is Studie VIIb, die Goethals in 1973 realiseerde in samenwerking met ir. Walter Landrieu, het technische hoofd van het IPEM. Ir. Landrieu ontwierp voor dit werk een programmering die een randomfunctie toepast op de reeksopeenvolging, zodat telkens nieuwe combinaties tot stand komen.  Lucien Goethals legt zich al snel ook toe op de combinatie van elektronische en instrumentale partijen, een uiterst belangrijke ontwikkeling waarin Goethals, samen met zijn collega Louis De Meester, een pioniersrol speelde. Diálogos (1963) is een vroeg voorbeeld van een compositie waarin de interactie tussen instrumentale en elektronische partijen een centrale rol toebedeeld krijgt. Initieel is die wisselwerking nog hoofdzakelijk afwisselend-antifonisch, maar vanaf Endomorfie I voor piano, viool en tape (1964) wordt de onderlinge verhouding tussen de verschillende klankbronnen complexer uitgewerkt. Het streven naar een geïntegreerd klankbeeld kent een eerste hoogtepunt in Cellotape voor cello, piano en tape (1965): de toonband krijgt hier een quasi-instrumentale behandeling, terwijl de elektronische versterking met gebruik van een contactmicrofoon de klankkleur van de cello uitbreidt in de richting van de elektronische klanken.
Uit diezelfde periode dateert Contrapuntos (1966) voor twaalf tapes die afgespeeld worden via evenveel luidsprekers, die verspreid opgesteld staan in de ruimte. Het is de bedoeling dat deze tapes aangestuurd worden met foto-elektrische sensoren. Wanneer toeschouwers zich door de ruimte bewegen, worden foto-elektrische stralen onderbroken. Die onderbreking schakelt vervolgens de corresponderende toonband in. De densiteit van de compositie is recht evenredig met het aantal bezoekers en de snelheid waarmee ze bewegen. Technische beperkingen verhinderden destijds een uitvoering in de bedoelde opstelling, waardoor het werk vooral bekendheid verwierf in de vorm van een vastgelegde mix van de twaalf klanksporen. Het introduceren van de mobiele vorm in de elektronische muziek is ongetwijfeld een van Goethals' voornaamste bijdragen tot de muziekgeschiedenis. De titel van het werk geeft nog een andere eigenschap van zijn muziek prijs: het belang van contrapunt en het lineaire.
Kort daarna ontstaan ook enkele uitgesproken experimentele werken, met name het multimediale Hé!... (1971), een collectieve compositie samen met Herman Sabbe en Karel Goeyvaerts, en Súma (1971). De titelpagina van Súma  bestaat uit twee vellen papier waarop een structuur staat uitgetekend. In het bovenste vel zijn venstertjes uitgesneden, waardoor de onderliggende pagina zichtbaar is. Dit geeft slechts de variabele structuur van het werk weer. Op de volgende pagina’s reikt Goethals de uitvoerders een voorraad materiaal aan (gedichten, citaten, …), waarmee ze zelf aan de slag moeten, in combinatie met een door hem gerealiseerde tape.
In de jaren 1970 tekent zich een breuklijn af in het oeuvre van Goethals. Werken zoals Musica con cantus firmus triste (1978), Pampa (1979) en Paisajes Interiores (1983) laten een meer poëtische, verinnerlijkte toonspraak zien. De vaak Spaanstalige titels worden op de titelpagina’s regelmatig vergezeld van citaten uit literatuur die Lucien Goethals na aan het hart lag, en die zo een licht werpen op de inspiratiebronnen van de componist. Tonale reminiscenties worden in deze periode niet langer geschuwd. Zo wordt het seriële verloop in het derde deel van Tres Paisajes Sonoros (1973) voortdurend onderbroken door tonale cadensformules. Diferencias voor tien instrumenten (1975) bestaat zelfs nagenoeg volledig uit stijlcitaten. Toch moet dit niet begrepen worden als een ommezwaai naar het postmodernisme. Goethals vat de muzikale realiteit en geschiedenis hier niet zozeer op als een reservoir waaruit naar believen materiaal kan geput worden. De keuze voor referenties aan oudere stijlen heeft een weloverwogen betekenis die voortvloeit uit het opzet van het werk. Dit komt bv. duidelijk naar voor in de titel van het derde deel van Tres Paisajes Sonoros: Paisaje con ruinas (landschap met ruïnes). Het muzikale verleden maakt deel uit van Goethals’ eigen sonore wereld. De geïsoleerde cadensformules zijn de ruïnes daarvan. In de titels van de eerste twee delen, Paisaje laberíntico (labyrintisch landschap) en Paisaje triste (droefgeestig landschap), zijn Goethals’ affiniteit met complexe, gelaagde structuren en zijn melancholische inborst te herkennen. Dat gevoel voor poëzie en verstilling blijft ook later sterk aanwezig. 
Espacios y tiempos / Ruimtes en tijden (2004) voor viool, harp en elektronica is zo’n werk. In deze sobere compositie staat het contrapunt tussen de drie stemmen centraal en speelt Goethals met de ervaring van tijd en ruimte, onder meer door het gebruik van stilte als wezenlijk deel van de muziek. Dit effect wordt mee in de hand gewerkt door het subtiele karakter van de tape, waarin Goethals vertrekt van basisgolven (bv. sinustonen) en ruis.
Al met Pampa (1979) toont Goethals zich een begenadigd componist voor de stem. Later zal hij dit ten volle verder exploreren in Cuatro Poemas de F. Garcia Lorca voor mezzosopraan en ensemble (1998) en Festina Lente voor sopraan, bariton en ensemble, op dertien gedichten van Gust Gils (2000). In deze composities, die ongetwijfeld tot zijn beste werken kunnen gerekend worden, zijn tal van elementen terug te vinden die Goethals’ oeuvre kenmerken, waaronder uitgekiende constructies en contrapunt, een hoog poëtisch gehalte en een beheerste expressie. Ook laat Goethals’ instrumentale schriftuur inmiddels sporen zien van zijn ruime ervaring met elektronische klanken, bv. in het gebruik van aanzetkleuring (verschillende instrumenten zetten gezamenlijk in, waarbij één instrument een langere duurwaarde speelt dan de andere, die slechts een aanzet spelen. Op die manier wordt de ervaring van klankkleur subtiel gemanipuleerd.)
Op het einde van zijn leven werkt Goethals aan een opera op tekst van Cervantes, een groots opgezet werk waaruit eens te meer Goethals onverminderde liefde voor de Spaanse taal en literatuur blijkt. Het project wordt echter nooit gerealiseerd. Met zijn laatste compositie, Al Amin Dada (2006) knoopt Goethals onvermoed terug aan bij het meer experimentele werk van rond 1970. Het quasi-dadaïstische libretto van Jelle Meander wordt in de zetting van Goethals een klein maar verontrustend muziektheater, waarbij de componist als ultieme schokgolf de uitvoerder (een sopraan/pianiste) opdraagt enkele kloeke spijkers in de vleugel van haar instrument te slaan.

## Lijst van composities
- 1949: Burleske voor piano
- 1949: Fantasia 1 voor viool en piano
- 1950: Kleine Arabeske voor viool en piano
- 1950: Fantasia 2 voor viool en piano
- 1951: Pastorale voor piano
- 1952: Praeludium voor hoorn, piano, percussie en strijkers
- 1952: Burleske 2 voor viool en piano
- 1952: Andantino voor piano
- 1952: Duo voor viool en piano
- 1952: Waterlelie voor piano
- 1952: Kleine prelude in oude stijl voor orgel
- 1953: Pequeno Interludio Bitonal voor piano
- 1953: Burletta (Op. 1) voor piano
- 1955: Sonata voor viool en piano
- 1955: Adagio 1 voor fluit, klarinet en viool
- 1956: Kreoolse Dans voor piano (1956)
- 1956: Sonatine (Op. 2) voor orgel
- 1957: Adagio 2 (Op. 3) voor orgel
- 1957: Inventie (Op. 4) voor viool en piano
- 1957: Kwintet (Op. 5) voor fluit, hobo, klarinet, fagot en piano
- 1957: Concerto (Op. 7) voor orgel en strijkers
- 1957: Fantasia en Fuga (Op. 9) voor orgel (verloren)
- 1958: Concerto n° 2 voor fluit, strijkers en pauken
- 1958: Ballade in Akademische (Belgische) Stijl voor viool en piano
- 1959: Twee Capriccio's (Op. 11) voor piano
- 1959: Drie Stukken (Op. 12) voor hobo, klarinet en fagot
- 1959: Musica Dodecafonica voor piano
- 1959: Twee Dodecafonische Gestalten voor piano
- 1959: Symfonie voor orgel (onvolledig)
- 1959: Triptiek (Op. 13) voor orgel
- 1959: Drie Essais (Op. 14) voor blaaskwintet
- 1959: Rituele Suite (Op. 15) voor hoorn, 2 trompetten, trombone en tuba
- 1959: Sonata voor viool en piano
- 1959: Cinq Impromptus (Op. 16) voor groot ensemble
- 1959: Kwintet 2 voor blaaskwintet (verloren)
- 1959: Suite Criolla voor piano vierhandig
- 1959: Drie Capriccio's (Op. 17) voor orgel
- 1961: Interludium (Op. 18) voor orgel
- 1961: Twee Tekeningen (Op. 20) voor piano
- 1961: Twee Kristallen (Op. 21) voor piano
- 1961: Sonate (Op. 22) voor gitaar
- 1962: Klankstructuren voor orgel
- 1962: Studie met sinus-, driehoeks- & rechthoeksgolven voor tape
- 1962: Studie I (reis 3) voor tape
- 1962: Studie II (reis 1) voor tape
- 1962: Studie III (reis 2) voor tape
- 1963: Diálogos voor fluit, hobo, klarinet, fagot, hoorn, dubbel strijkkwintet, percussie, strijkers en tape
- 1963: Suite uit Diálogos voor fluit, hobo, klarinet, fagot, hoorn, dubbel strijkkwintet, percussie en strijkers
- 1963: Candenza uit Diálogos voor tape
- 1963: Pentagoon voor piano
- 1964: Studie V voor tape
- 1964: Endomorfie I voor viool, piano en tape
- 1964: Endomorfie I voor viool en piano
- 1964: Endomorfie I voor tape
- 1965: Endomorfie II voor fluit, hobo, klarinet, fagot, hoorn, trompet, trombone, tuba en tape (ad lib.)
- 1965: Cellotape voor cello, piano en tape (1, 2 of 4 sporen)
- 1966: Wiegelied voor stem en piano
- 1966: Lecina (twee versies: Nederlandse en Duitse tekst) voor mezzosopraan, fluit, viool en cello
- 1966: Sinfonia en Gris Mayor voor twee orkesten, percussie (2) en twee tapes
- 1966-67: Contrapuntos voor tape (2 tot 12 sporen, ad lib.)
- 1967: Movimientos y Acciones voor fluit, klarinet, strijkkwartet, percussie, vibrafoon en chronatische harp
- 1967: Vensters voor twee recitanten, cello, piano, percussie (3), tape en video
- 1967: Suite uit Vensters voor cello, piano, percussie en tape
- 1967: Formosis voor tape
- 1967: Mouvement (eerste strijkkwartet) voor strijkkwartet
- 1968: Enteuxis voor fluit, hobo, zes violen, drie altviolen, twee cello’s en contrabas
- 1968: Zeven Haikoes voor recitant en tape
- 1969: Studie VI voor tape
- 1969: Ensimismamientos voor viool, cello, fagot, piano en tape
- 1969: Cascaras voor mezzosopraan, fluit, clarinet, viool, cello en piano
- 1969: Quebraduras voor pianokwartet
- 1969: Vier Stukken voor basklarinet en piano
- 1970: Seite Soliloquios voor viool
- 1970: Superposiciones voor viool, cello, fagot en piano
- 1971: Suma voor vrije instrumentatie en tape
- 1971: "Hé...!" (samen met Karel Goeyvaerts en Herman Sabbe) voor fluit, hobo, klarinet (2), fagot, hoorn, trombone, altviool, cello, klavecimbel, tape, mime en projectie
- 1972: Concerto voor orkest voor twee orkesten en percussie
- 1973: Tres Paisajes Sonoros voor fluit, hobo, hoorn, trombone, cello, contrabas en klavecimbel
- 1973: Meliorbis voor tape (2 tot 14 sporen)
- 1973: Studie VIIb voor tape
- 1973: Drie Preludia en een Postludium bij vier gedichten van Gust Gils voor trombone, contrabas en recitant
- 1973: Llanto por Salvador Allende voor trombone
- 1974: Difonium voor basklarinet en tape
- 1974: Diferencias voor hobo (2), Engelse hoorn, fagot (2), trompet (2) en trombone (3)
- 1975: Fusion voor piano, basklarinet en tape
- 1975: Polyfonium voor tape
- 1975: Triptiek voor viool en klavecimbel
- 1975: Fantasia & Humoreske voor twee hobo’s en Engelse hoorn
- 1975: Fantasia voor blokfluit en klavecimbel
- 1975: Preludium en Postludium bij een gedicht van Jan Van Der Hoeven voor fluit en recitant
- 1976: Quatre Pièces pour Orchestre voor orkest
- 1977: Hommage à Schoenberg voor (alt)fluit en percussie
- 1977: De Tuin der Lusten voor basklarinet en tape
- 1977: Sonoor Portret van Pierre Vlerick voor piano en tape (onvolledig)
- 1978: Pluriversum voor tape
- 1978: Música con cantus firmus triste voor (alt)fluit, viool, altviool en cello
- 1979: Variaties op een thema van Herman Sabbe voor orgel
- 1979: Gmébophonies voor fluit, altsaxofoon, altviool, cello, percussie, elektronisch orgel en tape
- 1979: Pampa voor mezzosopraan, altfluit, klarinet, viool, altviool, cello, piano en percussie (2)
- 1979: Sonata voor contrabas en tape
- 1979: Rituel voor zheng, percussie en tape
- 1980: Paal en Perk voor (alt)fluit, hobo, klarinet, hoorn, trombone, contrabas en percussie (2)
- 1980: Tres Momentos Musicales voor viool en tape
- 1980: Trio voor (alt)fluit, (contra)basklarinet en piano
- 1980: Ofrenda voor trompet en piano
- 1980: Polyfonium 11/80 voor tape
- 1980: Paysages Electroacoustiques voor tape (2 of 4 sporen)
- 1981: Beweging voor klarinetkwartet
- 1981: Ladrido voor sopraan, klarinet, hoorn en percussie
- 1983: Para Cinco voor fluit, hobo, hoorn, vibrafoon en percussie
- 1983: Paisajes Interiores voor fluit
- 1983: Concerto voor (contra)basklarinet en orkest
- 1984: Duelos voor xylorimba en percussie
- 1984: Drie Inventies voor basklarinet/altsaxofoon en xylorimba/vibrafoon
- 1985: Introductie en Fantasia op de naam Jan Broeckx voor orgel
- 1986: Selva voor tape
- 1989: Europa Sonate voor fluit, hobo, piano en contrabas
- 1989: Twee Liederen voor sopraan, fluit, hobo, klarinet, fagot, hoorn, trombone, viool (2), altviool, cello, contrabas en percussie
- 1990: Concierto de la Luz y las Tinieblas voor orgel (solo), fluit, hobo, klarinet, fagot, hoorn, trompet, trombone, tuba, viool, cello, contrabas en percussie (2)
- 1990: Dos Projecciones Musicales voor (alt)fluit, (bas)klarinet en piano
- 1991: Azulejos voor gitaarkwartet
- 1991: Tres Cantos voor sopraan, fluit, viool, altviool en cello
- 1991: Tweehandige inventie voor piano
- 1992: Synthèse '92 voor tape
- 1992: Seis Sonetos voor koor
- 1992: Tweede Strijkkwartet
- 1993: Dos Piezas voor trompet en bugel
- 1996: Encuentros Solitarios voor viool
- 1997: Prelude op de naam Raf Goormans voor orgel
- 1998: Otros Momentos voor tape
- 1998: Cuatro Poemas de F. Garcia Lorca voor mezzosopraan, altfluit, basklarinet, viool, altviool, cello, piano en percussie
- 1999: Dendrofonies voor tape
- 1999: Fuga Enigmatica voor fluit, klarinet, cello, gitaar, piano en vibrafoon
- 1999: Gilgamesj voor fluit, hobo, trompet, trombone, viool (2), altviool, cello, contrabas en piano
- 1999: Isjtar voor alt-, tenor- en basblokfluit en piano
- 2000: Festina Lente (13 poems by Gust Gils) voor mezzosopraan, bariton, fluit, basklarinet, viool; altviool, cello, piano en percussie (2)
- 2002: Triptico azul voor trompet en piano
- 2003: Espacios y tiempos voor viool, harp en tape
- 2003: Cuadro Cervantino voor vijf stemmen en kamerensemble (libretto: Stefaan Van den Brempt)
- 2004: Ensimismamientos espaciales voor tape
- 2006: Al Amin Dada voor sopraan en piano (een uitvoerder) (libretto: Jelle Meander)

### Functionele muziek
- 1963: Les poissons: La Perche,sound track voor een film van M. Bruhon
- 1968: Sirene,sound track voor een animatiefilm van Raoul Servais (Pen-Film)
- 1970: To Speak or not to Speak,sound track voor een animatiefilm van Raoul Servais (Pen-Film)
- 1971: Baboush,sound track voor een animatiefilm (Pen-Film)
- 1971: Pegasus,sound track voor een animatiefilm van Raoul Servais (Pen-Film)
- 1973: Sonoor Portret van Jean Bilquin, Tape, compilatie voor een tentoonstelling
- Giovanni Bernadonne Drie stukken voor synthesizer voor een film van W. Brosse (VRT)
- 1978: Harpya, sound track voor een animatiefilm van Raoul Servais (Pen-Film)
- 1979: Wonderwinkel, sound track voor een animatiereeks (VRT)
- 2000: Attraksion, sound track voor een animatiefilm van Raoul Servais (Pen-Film)

## Discografie
- Cellotape (1965), door Herman Sabbe (vlc) en Pierre Bartholomée (pf), op LP: Musique Belge Contemporaine - Hedendaagse Belgische Muziek (1966), Brussel: Alpha [Cultura 5.066-5].
- Studie I (1962), Studie VIIb (1973) en Meliorbis (1973), elektronische muziek, op LP: IPEM 1963-1973 (1973), Brussel: Alpha [SP 6015].
- Difonium (1974) en Studie V (1964), door Harry Sparnaay (cl-b), op LP: Lucien Goethals - Louis De Meester (1975), Brussel: Alpha [SP 6028].
- Lecina (1966), door Lucienne Van Deyck (Mzs), Michel Lefebvre (fl), Marjeta Korosec (vl) en Herman Sabbe (vlc), op LP: Luister van de muziek in Vlaanderen (1975), Brussel: Kultuurraad voor Vlaanderen / BRT [LMV 30.007].
- Contrapuntos (1967), Studie II (1964) en Studie III (1964), elektronische muziek, Op LP: Music in Flanders - Muziek in Vlaanderen - Musique en Flandre (1978), Brussel: Alpha [DBM-N 257].
- PolyfoniumII/80 (1980), elektronische muziek, op cassette: Van Snorhout tot Synthesizer (1980), Brussel: Interprovinciale Cultuurraad voor Vlaanderen [OKV 80/2].
- Pampa (1979), door Spectra Ensemble onder leiding van Filip Rathé, Lucienne Van Deyck (Mzs), op CD: Belgian Contemporary Chamber Music (1995), Gent: Vox Temporis [VTP CD 92 026].
- Early Electronic and Mixed works (1962-1969), Studie I, II & III (1962), Diálogos, Cadenza uit Diálogos(1963), Studie V, Endomorfie I (1964), Endomorfie II, Cellotape (1965), Sinfonía en Gris Mayor (1966), Contrapuntos, Vensters, Formosis (1967), Zeven Haikoes (1968), Studie VI, Ensimismamientos (1969). Op CD: IDEAMA (International Digital ElectroAcoustic Music Archive) (1997), Karlsruhe: ZKM.
- Música con Cantus Firmus Triste (1978), door het Galliard-Ensemble, Toronto, op CD: Nieuwe Muziek in Vlaanderen (1998), Brussel: Radio 3 [R3 98007].
- Complete Vocal works, door Spectra Ensemble onder leiding van Filip Rathé, Gent: Vox Temporis (2002) op CD
- Pampa, Lecina, Cuatro Poemas de Federico García Lorca en Cáscaras, door Spectra ensemble onder leiding van Filip Rathé, 2016, Outhere – Fuga Libera (FUG735)